# عکاری
عکاری یک منطقهٔ مسکونی در سوریه است که در حمص واقع شده‌است.

## خصوصیات
عکاری ۲٬۱۲۷ نفر جمعیت دارد.